# Пам'ятник Олександру Невському (Харків)
Па́м'ятник Олекса́ндру Не́вському — колишній пам'ятник князю Олександру Невському, образ якого часто використовувався та використовується російською владою з пропагандистською метою ще з часів Петра І. Існував у 2004—2022 рр. на розі Салтівського шосе та вулиці Академіка Павлова у місті Харкові. Скульптором був Сейфаддін Гурбанов.

## Історія

Пам'ятник Олександру Невському на фоні Олександро-Невського храму. Між ними Салтівське шосе

Пам'ятник був споруджений влітку 2004 року і встановлено у серпні 2004 року, в дні святкування 350-річчя міста Харкова. Пам'ятник розташували у сквері навпроти Олександро-Невського храму та Харківської обласної клінічної психіатричної лікарні № 15.
Кошти на встановлення пам'ятника виділили з бюджету Салтівського району та спільноти храму.
19 травня 2022 року пам'ятник був демонтований під час кампанії з дерусифікації.

## Опис
Триметрова мідна фігура Олександра Невського знаходилася на чотириметровому постаменті, оббитому гранітом. Постать була зображена крокуючою, у кованій кольчузі з мечем у правій руці.